# Experimentação humana
Experimentação humana é uma investigação sistemática e científica que pode ser intervencionista (um "julgamento") ou observacional (não "artigo de teste") e envolve seres humanos como sujeitos de pesquisa. Experiências deste tipo podem ser pesquisas médicas (clínicas) ou pesquisas não médicas (por exemplo, ciências sociais). A investigação sistemática incorpora tanto a coleta como a análise de dados para responder a uma pergunta específica. A pesquisa médica do ser humano geralmente envolve a análise de espécimes biológicos, estudos epidemiológicos e comportamentais e estudos de revisão de gráficos médicos.
A pesquisa de humanos é utilizada em vários campos, incluindo pesquisas sobre biologia básica, medicina clínica, enfermagem, psicologia, sociologia, ciência política e antropologia. À medida que a pesquisa se formalizou, a comunidade científica desenvolveu definições formais de "pesquisa em humanos", em grande parte em resposta a abusos de seres humanos, como cometidos durante o Holocausto e na Unidade 731, durante a Segunda Guerra Mundial.